# Монетт, Жан-Франсуа (конькобежец)
Жан-Франсуа Монетт (фр. Jean-François Monette; род.28 октября 1978 года в Монреале, провинция Квебек) — канадский конькобежец, специализирующаяся в шорт-треке. Участвовал в Солт-Лейк-Сити 2002 в качестве запасного. Двукратный чемпион мира.

## Спортивная карьера
Жан-Франсуа Монетт начал кататься на коньках в 9 лет. Первым его тренером был бывший шорт-трекист, его кумир Лоран Деньо. У него есть брат Марк-Андре Монетт, также член национальной сборной по шорт-треку.

## 1996—2004 год
В 1996 году на юниорском чемпионате мира в Италии одержал победу на 500 метров, стал вторым на 1500 метров, третьим в суперфинале, что в итоге привело к золоту в общем зачёте. Удачное выступление на юниорах сулило прекрасное будущее. Его тренером был Деррик Кэмпбелл. В 2000 году на этапе Кубка мира в Гётеборге в эстафете выиграл бронзу. Перед Олимпиадой его включили в состав национальной сборной, но на Олимпийских играх в Солт-Лейк-Сити Монетт остался в качестве запасного, так и не выступил в эстафете. В конце марта в составе Эрика Бедара, Матье Тюркотта, Джонатана Гильметта, Франсуа-Луи Трамбле и Жан-Франсуа выиграли серебро на командном чемпионате мира в Милуоки, а в начале апреля он стал вторым в эстафете на чемпионате мира в Монреале. В Софии на Кубке мира он в эстафете выиграл золото.

## 2003—2005 год
В 2003 году в Варшаве Монетт стал третьим на дистанции 1000 метров и вторым в эстафете, а в Софии на командном чемпионате победил в команде. На Кубке мира в эстафетах победил трижды, дважды был с серебром, также выиграл на 500 метров, и ещё 8 раз был в призах на разных дистанциях. На следующий год на мировом первенстве среди команд в Санкт-Петербурге была выиграна серебряная медаль. На Кубке мира в Млада Болеслав Монетт выиграл 500 метров, до конца года он ещё 8 раз становился на подиум кубка. В начале 2005 года выступил на двух этапах Кубка мира в Пекине и Харбине получил травму и почти на 2 года снялся с соревновании.

## 2007—2008 год
На чемпионате мира в Милане Жан-Франсуа в очередной раз взял серебро в эстафете, а в команде золото в Будапеште. На Кубке мира в Монреале стал вторым в эстафетной команде. Через год в корейском Канныне вновь второе место эстафеты, он получил дважды сотрясение мозга, но через неделю на командном первенстве в Харбине была серебряная медаль команды. В октябре 2008 года он решил уйти из спорта из-за травм головы и травмы колена, которое очень долго не могло зажить.

## Карьера юриста
Жан-Франсуа Монетт учился в Монреальском Университете на кафедре нотариального права, которое окончил в апреле 2008 года, получив диплом юриста. С 2011 по 2014 год он входил в Совет директоров Speed Skating Canada, затем работал нотариусом в PFD Notaires s.e.n.c.r.l. В 2016 году назначен членом дисциплинарной комиссии ISU.

## Награды
- 1996 год — финалист Canadian Sports Awards лучший юниор года
- 2003 год — назван лучшим спортсменом Канады в конькобежном спорте.
- 2006,2007 год — обладатель стипендии Питера Уильямсона по конькобежному спорту Канады